# Erik Trolle (arquero)
Erik Trolle (20 de mayo de 1908-1 de junio de 1997) fue un deportista sueco que compitió en tiro con arco, en la modalidad de arco recurvo. Ganó dos medallas en el Campeonato Mundial de Tiro con Arco al Aire Libre, bronce en 1947 y oro en 1948.

## Palmarés internacional
| Campeonato Mundial al Aire Libre | Campeonato Mundial al Aire Libre | Campeonato Mundial al Aire Libre | Campeonato Mundial al Aire Libre |
| Año                              | Lugar                            | Medalla                          | Prueba                           |
| -------------------------------- | -------------------------------- | -------------------------------- | -------------------------------- |
| 1947                             | Praga (Checoslovaquia)           | Medalla de bronce                | Equipo                           |
| 1948                             | Londres (Reino Unido)            | Medalla de oro                   | Equipo                           |